# Inscripción de falsas cargas de la propiedad
La inscripción de una falsa carga de la propiedad (en inglés: false lien) hace referencia a una carga de la propiedad que carece de base legal, está fundamentada en afirmaciones o hechos que son falsos, ficticios o fraudulentos. La inscripción de este tipo de cargas falsas se ha empleado como forma de ataque en el "terrorismo documental" con frecuencia contra empleados de la Administración Pública. La organización Posse Comitatus fue pionera en la introducción de estas prácticas. La Agencia Federal de Prisiones de Estados Unidos ha respondido a las mismas en el ámbito de las prisiones federales aplicando el tratamiento propio del contrabando a los documentos relacionados con estas inscripciones y a la información personal (p.ej. números de la Seguridad Social) de agentes federales, jueces, etc.
El Congreso de los Estados Unidos ha criminalizado la inscripción de cargas falsas y la normativa unificadora de las sentencias a nivel federal considera que la inscripción de una falsa carga contra la propiedad de un funcionario reviste la misma gravedad que el delito de amenaza a un funcionario. Diversos estados de Estados Unidos han creado formas de combatir las falsas inscripciones.